# 德賢祠
24°53′48″N 121°19′54″E / 24.896748°N 121.331686°E
德賢祠，是位於臺灣桃園市大溪區永福里、台3線附近的姑娘廟，祭祀一位傳說的採茶姑娘。

## 沿革
當地耆老黃炳和在1996年採訪時表示，清末時泉州人獲得墾證，來到舊稱「烏塗窟」的永福里開墾，當時該處發展茶業，在仰賴大量人工採摘下，採茶姑娘自然成為當地特色。其中一位身分為童養媳的小女孩，在當地採茶時感染疾病，客死異鄉，但找不到其養父，遂暫葬在大樹下。後來茶園移轉他人，改作屋舍興建，童養媳的屍骨被挖出，眾人乃興建小廟供奉。
由地主黃阿豬等人籌資建廟，尊她稱為「德賢媽」。嗣後，該姑娘廟逐漸成為當地民眾信仰中心。1979年，軍方在虎豹坑興建彈藥庫，廟地列入軍方管制區。因信徒祭拜受限，香火沒落。民眾於是在1985年發起遷廟作業，當時曾聘請地理師勘查，最後認定大溪鎮信義路1455號路旁的山麓景觀最佳，位於虎豹坑對面山頭，相傳也是姑娘停屍等待家人處理之處，地主同意獻地。1986年1月3日深夜移廟。
1995年10月27日上午，附近的台3線30.5K發生山林大火，延燒達2公頃面積，至12時30分控制火勢，消防隊推測是前往德賢祠民眾亂丟煙蒂，或是居民焚燒屯墾所引起。
2007年10月8日深夜，祠方擋土牆遭風雨摧毀，祠前廣場坍落長達17公尺、寬3公尺、深10公尺，初估崩坍面積約50坪土方，無人傷亡，次日大溪鎮長蘇文生等人會勘災情，允諾以風災損害設法修繕。

## 祭祀
香客大多在黃昏之後前往祭拜，供品以女性衣物、梳子、口紅等居多，大多祈求婚姻幸福、覓求如意郎君等，農曆七月更是香火鼎盛。據黃炳和回憶，戰後初期的廟內還設有專用化妝櫃，擺有遺留之繡花鞋、胭脂、梳子與鏡子，但遷廟後都加以祭拜焚化，祭拜的信徒會準備適合纏腳用之嬰兒鞋，甚至備妥長大後的成人鞋子。廟方以寫有「淑女德賢媽香位」的牌位祀之，還有自舊廟移至的石質古爐。
退休後擔任廟方管理員的楊裕坤說，在大家樂、樂透盛行時，開獎前一天晚上，常有信眾入廟祈求，其中以深夜時至凌晨時刻最盛。

## 參考

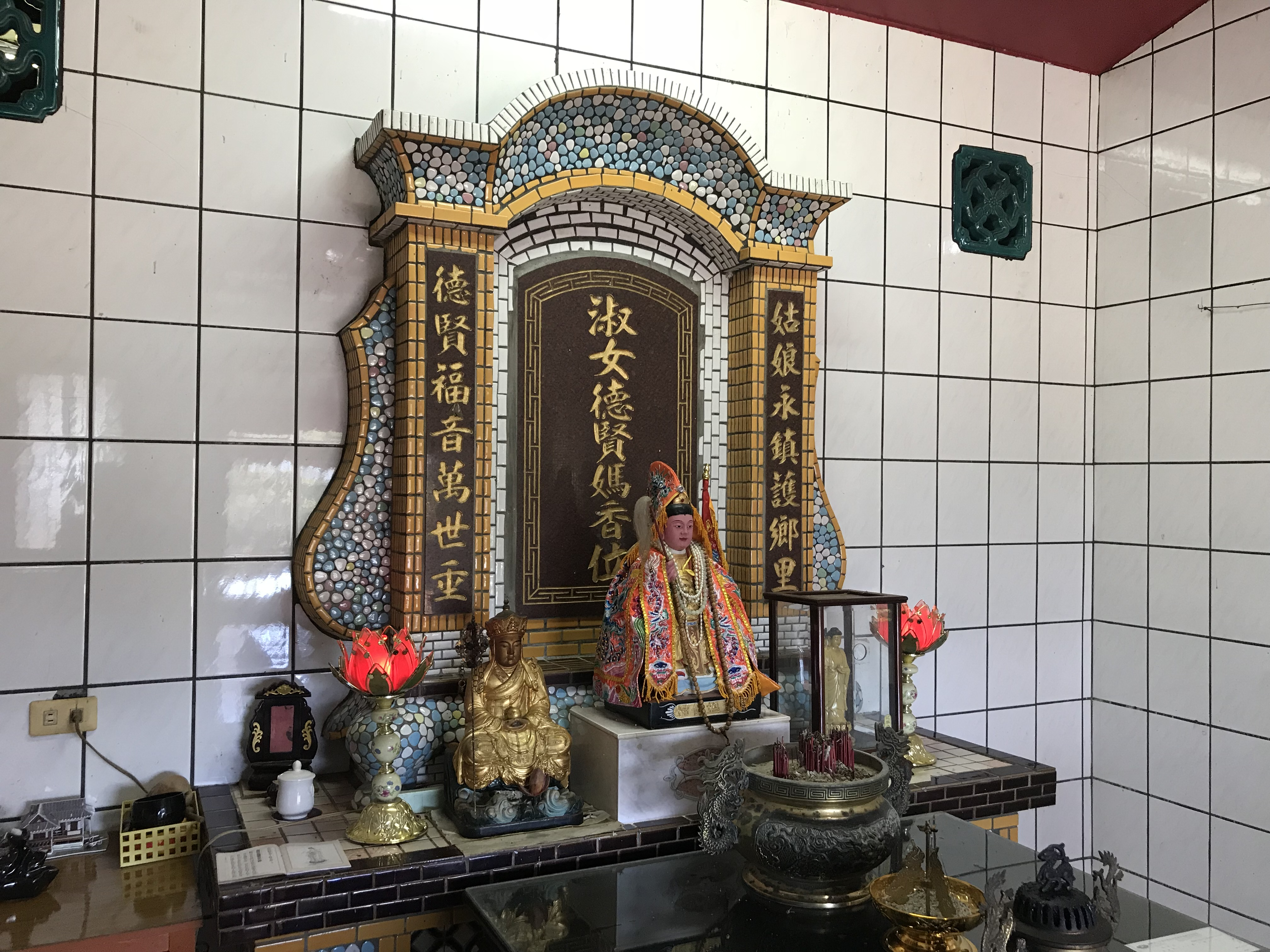
德賢媽等神像